# Mark Wickman
Mark Wickman, né le 19 septembre 1956 à Portland, est un ancien joueur et entraîneur assistant américain de basket-ball.

## Biographie

### Sa carrière universitaire (1974-1978)
Après son cursus dans le collège de Seaside High, Mark Wickman rejoint la NAIA. De 1974 à 1978, il joue dans l'université de Linfield. Wickman devient l'une des grandes figures de son université. Durant toute sa carrière universitaire, il accumule plus de 22 points par matchs et 10 rebonds. De plus, son talent est reconnu par ses pères qui le nomme plusieurs fois: Membre de la All-Northwest Conference Team, Membre de la All-American Team, MVP de l’Université de Linfield, Membre de la NAIA first Team. Par ailleurs, il reçoit la plus grande récompense de NAIA avec le trophée Emil S. Liston Award. En 1978, son maillot de Linfiel est retirer et il encore le seul de nos jours. Plus tard, en 2001, il sera introniser dans le Hall of Fame de Linfiel.

### Du rêve NBA à la réalité Européenne (1978-1982)
Mark Wickman est drafter logiquement en NBA par le Trail Blazers de Portland, au huitième tour en tant que 170e choix. Malheureusement le rêve n'est que de courte durée. Finalement, il n'est pas conserver par Portland et s'en va en AAU (Association of American Universities) afin de concilier son autre travail, professeur de Mathématiques. La saison 1979-1980 l'amène à jouer en Europe. Son premier pays Européen est la Suisse. Il joue une saison au Lignon de Genève. Mark est élu meilleur joueur de Suisse de la saison 1979-1980. Ce qu'il lui vaut en 1980, de jouer en France, au Limoges CSP. Il permet au Limoges CSP de se maintenir en N1 grâce à son talent de marqueur (23 points en moyenne lors de la saison 1980-1981). Mais il ne reste qu'une saison et retraverse les Alpes pour revenir en Suisse et à nouveau au Lignon de Genève.

### Sa fin de carrière (1982-1985)
Pour autant, il ne reste qu'une saison à nouveau et s'en va aux États-Unis durant deux saisons (de 1982 à 1984) où il joue en AAU mais aussi il devient l'entraîneur assistant à l'Université de Warner Pacific. Marck termine sa carrière en Suisse au champel de Genève lors de la saison 1984-1985.

## Nominations et distinctions
- 1974-1975: Membre de la All-Northwest Conference Team
- 1975-1976: Membre de la All-Northwest Conference Team
- 1975-1976: Membre de la All-American Team
- 1975-1976: MVP de l’Université de Linfield
- 1976-1977: Membre de la All-Northwest Conference Team
- 1976-1977: Membre de la All-American Team
- 1976-1977: MVP de l’Université de Linfield
- 1976-1977: Membre de la NAIA second Team
- 1977: Recoit le Emil S. Liston Award (plus grande récompense de la NAIA)
- 1977-1978: Membre de la All-Northwest Conference Team
- 1977-1978: Membre de la All-American Team
- 1977-1978: MVP de l’Université de Linfield
- 1977-1978: Membre de la NAIA first Team
- 1978: Maillot de Linfiel retiré en 1978 (seul maillot à être retiré à ce jour)
- 1978: Drafté au huitième tour (170e choix) par Portland (NBA)
- 1979-1980: Meilleur joueur du championnat suisse
- 2001: Membre du Hall of Fame de Linfiel